# 南国市立北陵中学校
南国市立北陵中学校（なんこくしりつほくりょうちゅうがっこう）は、高知県南国市にある公立中学校。

## 概要
- 1966年（昭和41年）10月に周辺の4つの中学校を統合する形で創立した。2011年現在生徒数は256名となっている。
- 北陵中学校は校舎の北側をほとんど林で包まれており自然豊かな土地である。
- 部活はソフトボール部・サッカー部・バスケットボール部・剣道部・陸上部・バレー部・卓球部・柔道部・音楽部・茶道部・美術部・放送部がある(［2024］年現在)。
- 校訓 誠実 英知 清純 健康

```
めざす生徒像
夢を追いかけ、可能性に挑戦し続ける生徒
```

## 周辺
- 高知県立歴史民俗資料館
- 岡豊城跡
- 土佐国分寺址
- 道の駅南国風良里
- 久保田食品

## 主な卒業生
- 竹内藍(シンガーソングライター)
- 島崎和歌子(女優)
- 和泉強志(柔道家)

## 所在地
- 高知県南国市岡豊町笠ノ川848番地1

## アクセス
- JR四国 後免駅からタクシーで8分程度。

## 通学区域が隣接している学校
- 南国市立鳶ヶ池中学校
- 香美市立鏡野中学校
- 本山町立嶺北中学校
- 土佐町立土佐町中学校
- 高知市立義務教育学校土佐山学舎
- 高知市立一宮中学校
- 高知市立大津中学校
- 高知市立愛宕中学校と隣接しているかは不明。